# 侯岭街道
侯岭乡，是中华人民共和国河南省商丘市永城市下辖的一个乡镇级行政单位。

## 行政区划
侯岭乡下辖以下地区：
十八里村、谢楼村、酒店村、二十里村、蒋阁村、侯岭村、孟庄村、呼西村、钟庄村、任湖村、张井村、方庄村、呼东村、呼中村、马庄村、陈庄村、周庄村、化庄村、草庙村、孙庄村、大王庄村、程营村、高楼村、董各村、菜元村、李口村、施庄村和柏山村。